# Serrell de muntanya
El serrell de muntanya o mèlica ciliada (Melica ciliata) és una espècie de planta perenne gramínia cespitosa que fa de 30 a 100 cn d'alçada. És nativa d'Europa, Africa del Nord i Àsia temperada. També prolifera als Països Catalans preferentment a la muntanya mitjana però també des de nivell de mar fins fins als 1.500. Floreix d'abril a juliol. Espècie herbàcia amb fulles amb la lígula oblonga de 3-5 mm i limbe pla o convolut, panícula de 4 a 25 cm cilíndrica més o menys densa. Hi ha dues subespècies descrites: M. cilitata ssp magnoli en prats secs i assolellats sobre sòl profund en fenassars i M. cilitata ssp ciliata en pedrusques i clapers.